# Sainte-Vertu
Sainte-Vertu è un comune francese di 108 abitanti situato nel dipartimento della Yonne nella regione della Borgogna-Franca Contea.

## Società

### Evoluzione demografica
Abitanti censiti